# CHANCE (沢田研二の曲)
- CHANCE
- チャンス

「CHANCE」（チャンス）は、日本の歌手である沢田研二の49枚目のシングルである。
1987年11月16日に東芝EMIのイーストワールドレーベルより発売された。

## 解説
- 作詞の松本一起は『架空のオペラ』以来の共演となった。1987年11月20日に、『ミュージックステーション』（テレビ朝日系）に4度目の出演を果たし[2]、1987年末の『第38回NHK紅白歌合戦』に表題曲を披露した[3]。

## 収録曲
- 全作曲：沢田研二／編曲：チト河内

1. CHANCE
  - 作詞：松本一起
2. GANKO
  - 作詞：斉藤知恵子